# Швецов, Анатолий Павлович
 Анатолий Павлович Швецов  (29 сентября 1905, Балашов — 22 июля 1985, Саратов) — участник Великой Отечественной войны, советский общественный деятель и учёный, заведующий кафедрой политической экономии Саратовского государственного университета, директор Саратовского юридического института.

## Биография
Анатолий Павлович Швецов родился в 29 сентября 1905 года в г. Балашов Саратовской губернии в семье железнодорожного служащего.
- 1924 год — оканчивает вечернюю школу.
- 1926—1930 годы — учеба в Московском государственном университете.
- 1930—1942 годы — на научно-педагогической работе. Последовательно работает ассистентом, затем доцентом и заведующим кафедрой политической экономии в Уральском геолого-разведывательном институте, Саратовском зоотехническо-ветеринарном институте и в Саратовской областной партийной школе.
- 1939 год — защита диссертации на соискание ученой степени кандидат экономических наук.
- 1940 год — присвоено звание доцента, в этом же году принят в члены ВКП(б).
- 4 сентября 1942 года призван на военную службу. Службу проходил в Главном Управлении морского флота (г. Москва). Демобилизован 3 февраля 1947 года в звании майора[1].
- 1947—1949 годы — заместитель директора по учебной части Саратовской областной партийной школы и там же заведующий кафедрой политической экономии.
- март 1949 года — 1952 год — директор Саратовского юридического института.
- 1950—1952 годы — депутат Саратовского городского Совета депутатов трудящихся.
- 1952−1970 годы — заведующий кафедрой политической экономии Саратовского государственного университета.
- 1954 год — избран членом парткома университета и членом Кировского райкома КПСС.

## Награды
- Медаль «За победу над Германией в Великой Отечественной войне 1941—1945 гг.»[2]